# Лессі (фільм, 1994)
«Лессі» (англ. Lassie) — американський сімейний фільм режисера Деніела Петрі 1994 року.

## Сюжет
Родина Тернерів вирішила переселитися до штату Вірджинія. Дорогою вони підбирають безхатнього собаку - колі Лессі. Лессі стає членом родини, й особливо допомагає підліткові Мету, рятуючи його в скрутних ситуаціях.

## У ролях
| Актор            | Роль            |
| ---------------- | --------------- |
| Гелен Слейтер    | Лора Тернер     |
| Чарлі Хофхаймер  | Джим Гарланд    |
| Том Гайрі        | Метью Тернер    |
| Джон Тенні       | Стів Тернер     |
| Брітані Бойд     | Дженіфер Тернер |
| Фредерік Форрест | Сем Гарланд     |
| Річард Фарнсворт | Лен Коллінз     |
| Мішель Вільямс   | Эйпріл Портер   |
| Джо Інскоу       | Піт Джермен     |